# Agathomyia aversa
Agathomyia aversa är en tvåvingeart som beskrevs av Shatalkin 1981. Agathomyia aversa ingår i släktet Agathomyia och familjen svampflugor. Inga underarter finns listade i Catalogue of Life.